# Cord Meier-Klodt
Cord Meier-Klodt (n. 1958, Hamburg, RFG) este un diplomat german. Din 2017 până în 2021 a fost ambasador în România. Din 2021 până în 2024 a fost ambasadorul Germaniei în Irlanda.

## Biografie
După absolvirea studiilor pre-universitare, a început (1979) să studieze filosofie și limbi romanice la Universitatea din Hamburg, la Universitatea din Paris și la Universitatea din Grenoble, obținând licența în litere, specialitatea franco-germană, la Universitatea din Paris (1983) și la Universitatea din Hamburg (1984).
După terminarea studiilor a fost angajat de Ministerul German de Externe. După încheierea examenului de carieră ocupă postul de prim-secretar la ambasada Germaniei din Ghana (1985-1987), ulterior fiind numit ofițer politic pentru Europa Centrală și Europa de Est la Ministerul de Externe din Bonn. În perioada 1992-1995 a ocupat funcția de adjunct al Consulatului General din Sankt Petersburg și, ulterior, Consilier al Misiunii Permanente la Națiunile Unite din New York.
În 1998 a revenit la sediul Departamentului de Externe ca adjunct al Departamentului Afaceri Globale, iar în perioada 2002-2005 a fost șeful Departamentului de presă și relații publice al Ambasadei Germaniei în Rusia. În 2008 este retras la Biroul de Externe de la Berlin, ca șef de secție pentru problemele de politică a culturii și educației, pentru ca, între 2008 și 2011, să fie numit șef al Departamentului cultural al Ambasadei Germaniei în Regatul Unit.
În perioada august 2011 - iulie 2014, Cord Meier-Klodt a fost reprezentant permanent al ambasadorului la Ambasada Germană din India și șef al Departamentului de Economie și Probleme Globale. Aici, timp de 9 luni (noiembrie 2011-iulie 2012), a fost director interimar al Ambasadei.
În perioada 2014 - 2015, Meier-Klodt a fost responsabil pentru afacerile externe pentru Rusia, Belarus, Ucraina, statele din Caucaz și Asia Centrală, ulterior (1 ianuarie 2016) fiind numit Reprezentant Special al Președinției germane a OSCE pentru reglementarea conflictului transnistrean.
Din 9 ianuarie 2017 până în 2021 Cord Meier-Klodt a fost ambasador al Republicii Federale Germania la București. Din 2021 până în 2024 a fost ambasadorul Germaniei în Irlanda.

## Activitatea în România
Într-un interviu acordat periodicului Revista 22 editată de Grupul pentru Dialog Social, Cord Meier-Klodt a abordat o întreagă paletă de probleme, expunând opiniile sale în calitate de ambasador, privind relațiile cu Rusia în contextul anexării peninsulei Crimeea, revocarea șefei DNA - Croduța Kövesi, aderarea României la Spațiul Schengen, armata NATO, dependența Germaniei de gazul rusesc, precum și opinia privind diferențele dintre unificarea Germaniei și posibilitatea unificării României și Republicii Moldova. Opiniile privind sistemul de justiție din România și implicarea celorlalte state, în speță a Germaniei, în aspectele de justiție din România reprezintă o constantă a activității ambasadorului german.
Cord Meier-Klodt a participat la Bucharest Pride 2018 (Marșul diversității LGBT) alături de ambasadorul Marii Britanii.
Una dintre principalele problemele aflate pe agenda sa o reprezintă deficitul mare de petrol și gaze, și dependența de resursele Rusiei. Acest subiect a fost abordat de Cord Meier-Klodt într-o vizită protocolară la Râșnov, ocazie cu care a răspuns întrebărilor venite din partea studenților cu un îndemn: „Marea mea speranță legat de tânăra generație este că va merge să voteze. ... Puteți schimba politica din țara voastră”. Pe aceeași idee, Germania a anunțat dorința sa de a sprijini și a se integra în Inițiativa celor Trei Mări, desfășurată la București, în cadrul căreia se discută cooperarea țărilor din estul Europei, în contextul rezervelor de gaze descoperite în Marea Neagră.
În contextul controverselor privind Forumul Democrat al Germanilor din România (FDGR), Cord Meier-Klodt s-a exprimat, la dezbaterea „100 ani - România modernă și rolul minorităților. Minoritatea germană ca stimulent al dialogului comunitar” organizată la inițiativa Forumului de Cooperare Bilaterală Româno-Germană, al cărui președinte este Andrei Pleșu, că ar fi util dacă întreg Guvernul s-ar distanța public de defăimările la adresa minorității germane. În acest demers el a fost susținut de Ambasada SUA.
În cadrul vizitei efectuate la Cluj, la festivalul Clujotronic, el s-a arătat ferm convins că România își va asuma rolul pe care îl are în gestionarea problemelor europene și că, în cursul mandatului Președinției Consiliului UE, va putea să demonstreze acest lucru.
Cord Meier-Klodt, în cadrul unei ceremonii ce a avut loc pe 17 octombrie 2018 la reședința sa, l-a decorat pe Lucian Boia cu Crucea de Merit în rang de cavaler a Ordinului de Merit al Republicii Federative Germania, apreciind că opera acestuia, cu deosebire volumele „Istorie și mit în conștiința românească” și „De ce este România altfel?”, contribuie la o și mai profundă înțelegere asupra României în opinia publică germană. La eveniment a participat și Mircea Geoană.

## Distincții
În 2021 a fost decorat cu Ordinul Național „Pentru Merit” în grad de Mare Cruce.